# Scottish FA Cup 1950/51
Der Scottish FA Cup wurde 1950/51 zum 66. Mal ausgespielt. Der wichtigste Fußball-Pokalwettbewerb im schottischen Vereinsfußball wurde vom Schottischen Fußballverband geleitet und ausgetragen. Er begann am 27. Januar 1951 und endete mit dem Finale am 21. April 1951 im Hampden Park von Glasgow. Als Titelverteidiger starteten die Glasgow Rangers in den Wettbewerb, die im Finale des Vorjahres gegen den FC East Fife gewannen. Im diesjährigen Endspiel um den Schottischen Pokal standen sich Celtic Glasgow und der FC Motherwell gegenüber. Für Celtic war es das insgesamt 22. Endspiel im schottischen Pokal seit 1889. Zudem war es der erste größere Erfolg seit der Meisterschaft 1938. Well erreichte das Finale zum vierten Mal nach 1931, 1933 und 1939. Gegner war dabei immer Celtic. Die Mannschaft aus Glasgow gewann das Endspiel mit 1:0 durch ein Tor von John McPhail, was den 16. Pokalsieg seit 1892 bedeutete. Der FC Motherwell verlor damit alle vier Finalspiele gegen Celtic Glasgow. Im Jahr 1952 konnte der erste Pokalsieg nach einem 4:0-Sieg über den FC Dundee gefeiert werden. In der Saison 1950/51 wurde Hibernian Edinburgh zum 3. Mal Schottischer Meister. Den Ligapokal gewann Well im Finale gegen den Meister aus Edinburgh.

## 1. Runde
Ausgetragen wurden die Begegnungen am 27. Januar 1951. Die Wiederholungsspiele fanden am 31. Januar 1951 statt.
|                       | Ergebnis |                     |
| --------------------- | -------- | ------------------- |
| FC Aberdeen           | 6:1      | FC Caledonian       |
| Albion Rovers         | 1:1      | FC Stenhousemuir    |
| Alloa Athletic        | 2:3      | Heart of Midlothian |
| Brechin City          | 3:2      | Berwick Rangers     |
| FC Dumbarton          | 0:2      | FC St. Johnstone    |
| FC Dundee             | 2:2      | Dundee United       |
| Dunfermline Athletic  | 0:3      | FC Clyde            |
| FC Duns               | 3:1      | Forres Mechanics    |
| FC East Fife          | 2:2      | Celtic Glasgow      |
| FC East Stirlingshire | 2:1      | FC Kilmarnock       |
| FC Falkirk            | 0:2      | Airdrieonians FC    |
| Hamilton Academical   | 2:2      | Elgin City          |
| Greenock Morton       | 2:2      | FC Cowdenbeath      |
| Partick Thistle       | 1:1      | Raith Rovers        |
| FC Peterhead          | 0:4      | FC Motherwell       |
| FC Queen’s Park       | 3:1      | FC Arbroath         |
| Glasgow Rangers       | 2:0      | Queen of the South  |
| FC St. Mirren         | 1:1      | Hibernian Edinburgh |
| Stirling Albion       | 1:2      | Ayr United          |
| Third Lanark          | 5:2      | Forfar Athletic     |

### Wiederholungsspiele
|                     | Ergebnis |                     |
| ------------------- | -------- | ------------------- |
| Celtic Glasgow      | 4:2      | FC East Fife        |
| FC Cowdenbeath      | 1:2      | Greenock Morton     |
| Dundee United       | 0:1      | FC Dundee           |
| Elgin City          | 0:3      | Hamilton Academical |
| Hibernian Edinburgh | 5:0      | FC St. Mirren       |
| Raith Rovers        | 1:0      | Partick Thistle     |
| FC Stenhousemuir    | 1:2      | Albion Rovers       |

## 2. Runde
Ausgetragen wurden die Begegnungen am 10. Februar 1951. Das Wiederholungsspiel fand am 14. Februar 1951 statt. 
|                       | Ergebnis |                     |
| --------------------- | -------- | ------------------- |
| FC Aberdeen           | 4:0      | Third Lanark        |
| Albion Rovers         | 0:2      | FC Clyde            |
| Celtic Glasgow        | 4:0      | FC Duns             |
| FC East Stirlingshire | 1:5      | Heart of Midlothian |
| Greenock Morton       | 3:3      | Airdrieonians FC    |
| FC Motherwell         | 4:1      | Hamilton Academical |
| FC Queen’s Park       | 1:3      | Ayr United          |
| Raith Rovers          | 5:2      | Brechin City        |
| Glasgow Rangers       | 2:3      | Hibernian Edinburgh |
| FC St. Johnstone      | 1:3      | FC Dundee           |

### Wiederholungsspiel
|                  | Ergebnis |                 |
| ---------------- | -------- | --------------- |
| Airdrieonians FC | 2:1      | Greenock Morton |

## Achtelfinale
Ausgetragen wurden die Begegnungen am 24. Februar 1951. 
|                     | Ergebnis |                |
| ------------------- | -------- | -------------- |
| Airdrieonians FC    | 4:0      | FC Clyde       |
| Heart of Midlothian | 1:2      | Celtic Glasgow |
| FC Aberdeen         | bye      |                |
| Ayr United          | bye      |                |
| FC Dundee           | bye      |                |
| Hibernian Edinburgh | bye      |                |
| FC Motherwell       | bye      |                |
| Raith Rovers        | bye      |                |

## Viertelfinale
Ausgetragen wurden die Begegnungen am 10. März 1951. Das Wiederholungsspiel fand am 14. März 1951 statt.
|                  | Ergebnis |                     |
| ---------------- | -------- | ------------------- |
| Airdrieonians FC | 0:3      | Hibernian Edinburgh |
| Ayr United       | 2:2      | FC Motherwell       |
| Celtic Glasgow   | 3:0      | FC Aberdeen         |
| FC Dundee        | 1:2      | Raith Rovers        |

### Wiederholungsspiel
|               | Ergebnis  |            |
| ------------- | --------- | ---------- |
| FC Motherwell | 2:1 n. V. | Ayr United |

## Halbfinale
Ausgetragen wurden die Begegnungen am 31. März 1951.
|                | Ergebnis |                     |
| -------------- | -------- | ------------------- |
| Celtic Glasgow | *3:2 *   | Raith Rovers        |
| FC Motherwell  | **3:2 ** | Hibernian Edinburgh |

## Finale
| Celtic Glasgow                           | Celtic Glasgow | FC Motherwell | FC Motherwell |
| ---------------------------------------- | --- | --- | ------------- |
| Celtic Glasgow                           | \| Finale \| \| 21. April 1951 in Glasgow (Hampden Park) \| \| Ergebnis: 1:0 (1:0) \| \| Zuschauer: 131.943 \| \| Schiedsrichter: John Mowat \| \| Spielbericht \|                | \| Finale \| \| 21. April 1951 in Glasgow (Hampden Park) \| \| Ergebnis: 1:0 (1:0) \| \| Zuschauer: 131.943 \| \| Schiedsrichter: John Mowat \| \| Spielbericht \|                                   | FC Motherwell |
| Celtic Glasgow                           | George Hunter – Sean Fallon, Alec Boden, Joe Baillie, Bertie Peacock, Alex Rollo – Bobby Evans, Jock Weir, Bobby Collins, Charlie Tully – John McPhail Cheftrainer: Jimmy McGrory | John Johnston – Willie Kilmarnock, Andy Paton, Willie Redpath, Archie Shaw – Don McLeod, Jim Forrest, Johnny Aitkenhead – Wilson Humphries, Archie Kelly, Jimmy Watson Cheftrainer: George Stevenson | FC Motherwell |
| Celtic Glasgow                           | 1:0 John McPhail (12.) | | FC Motherwell |
| Finale                                   | | |               |
| 21. April 1951 in Glasgow (Hampden Park) | | |               |
| Ergebnis: 1:0 (1:0)                      | | |               |
| Zuschauer: 131.943                       | | |               |
| Schiedsrichter: John Mowat               | | |               |
| Spielbericht                             | | |               |